# Nooksack
Nooksack (kiejtése: nʊksæk) az Amerikai Egyesült Államok északnyugati részén, Washington állam Whatcom megyéjében elhelyezkedő város. A 2010. évi népszámlálási adatok alapján 1338 lakosa van.
2009 februárjában a lakosok egy csoportja javasolta Nooksack és Everson egyesülését Nooksack Valley néven; mivel számos szolgáltatást közösen tartottak fenn, az összevonással további költségcsökkentést érhettek volna el. A Bellingham Herald újság a felvetést a Bellinghamet létrehozó négy település egyesüléséhez hasonlította. Az összevonás végül nem valósult meg, mert a nooksacki önkormányzat a visszajelzésekre hivatkozva a folyamatot leállította.
A város egy 1992-es postai döntés értelmében nem rendelkezik saját irányítószámmal, ezért az adóbevételek a szomszédos Everson önkormányzatához folynak be. A helyi iskolák fenntartója a Nooksack Valley Tankerület.

## Éghajlat
A város éghajlata óceáni (a Köppen-skála szerint Cfb).
| Hónap                         | Jan.  | Feb.  | Már.  | Ápr.  | Máj. | Jún. | Júl. | Aug.  | Szep. | Okt. | Nov.  | Dec.  | Év    |
| ----------------------------- | ----- | ----- | ----- | ----- | ---- | ---- | ---- | ----- | ----- | ---- | ----- | ----- | ----- |
| Rekord max. hőmérséklet (°C)  | 18,3  | 19,4  | 27,2  | 30,0  | 36,7 | 36,7 | 38,9 | 36,7  | 35,0  | 28,9 | 20,6  | 18,3  | 38,9  |
| Átlagos max. hőmérséklet (°C) | 5,1   | 8,1   | 11,3  | 15,1  | 18,7 | 21,3 | 24,4 | 24,3  | 21,2  | 15,4 | 9,6   | 6,1   | 15,1  |
| Átlagos min. hőmérséklet (°C) | −1,0  | 0,2   | 1,6   | 3,4   | 6,1  | 8,6  | 9,4  | 9,2   | 7,2   | 4,7  | 2,0   | −0,1  | 4,3   |
| Rekord min. hőmérséklet (°C)  | −20,0 | −16,7 | −12,8 | −10,6 | −4,4 | −1,7 | −1,1 | −10,0 | −6,7  | −7,2 | −17,8 | −20,0 | −20,0 |
| Átl. csapadékmennyiség (mm)   | 146   | 109   | 108   | 84    | 74   | 62   | 37   | 45    | 77    | 127  | 157   | 159   | 1185  |
| Forrás:                       |       |       |       |       |      |      |      |       |       |      |       |       |       |

## Népesség
A 2010-es népszámláláskor a városnak 1338 lakója, 434 háztartása és 357 családja volt. A népsűrűség 594,7 fő/km2. A lakóegységek száma 457, sűrűségük 203,1 db/km2. A lakosok 81,4%-a fehér, 0,1%-a afroamerikai, 2,3%-a indián, 1,6%-a ázsiai, 0,1%-a a Csendes-óceáni szigetekről származik, 9,4%-a egyéb, 4,9%-a pedig kettő vagy több etnikumú. A spanyol vagy latino származásúak aránya 17,9% (   )
A háztartások 49,5%-ában élt 18 évnél fiatalabb. 66,4% házas, 11,3% egyedülálló nő, 4,6% egyedülálló férfi, 17,7% pedig nem család. 15,2% egyedül élt; 5,5%-uk 65 éves vagy idősebb. Egy háztartásban átlagosan 3,08 személy élt; a családok átlagmérete 3,37 fő.
A medián életkor 29,6 év volt. A város lakóinak 31,8%-a 18 évesnél fiatalabb, 9,2% 18 és 24 év közötti, 30,8%-uk 25 és 44 év közötti, 20,7%-uk 45 és 64 év közötti, 7,6%-uk pedig 65 éves vagy idősebb. A lakosok 49,4%-a férfi, 50,6%-a pedig nő.

## Nevezetes személyek
- Darius és Tabita Kinsey, fotóművészek[16][17]

## Fordítás
- Ez a szócikk részben vagy egészben  a   Nooksack, Washington című angol Wikipédia-szócikk ezen változatának fordításán alapul.  Az eredeti cikk szerkesztőit annak laptörténete sorolja fel. Ez a jelzés csupán a megfogalmazás eredetét és a szerzői jogokat jelzi, nem szolgál a cikkben szereplő információk forrásmegjelöléseként.